# لیگ آزادگان ۱۴۰۰–۱۳۹۹
لیگ آزادگان ۱۴۰۰–۱۳۹۹ سی امین فصل لیگ آزادگان و ۲۰ امین فصل است که از سال تأسیس آن (۱۳۷۰) به عنوان محل تیم‌های سقوط کننده لیگ برتر یا دومین سطح فوتبال ایران برگزار می‌شود..
در این دوره ۱۰ تیم از فصل گذشته به همراه سه تیم صعود کرده از لیگ دسته دوم فوتبال ایران و ۲ تیم سقوط کرده از لیگ برتر خلیج فارس و ۳ تیم که با خرید امتیاز به لیگ آزادگان راه پیدا کردند حضور دارند. بر اساس آئین‌ نامه موجود در پایان هر فصل تیم‌های اول و دوم لیگ برتری می‌شوند و سه تیم انتهای جدول هم به دسته دوم سقوط خواهند کرد. تیم فجر سپاسی با ۶۰ امتیاز فاتح و قهرمان این دوره لیگ آزادگان شد. تیم های فجر سپاسی و هوادار به لیگ برتر صعود کردند. همچنین تیم های چوکا تالش، نود ارومیه و گل ریحان البرز با قرار گرفتن در پایین و قعر جدول لیگ دسته اول به لیگ دسته دوم سقوط کردند.

## جدول لیگ
| رتبه | تیم             | بازی | برد | مساوی | باخت | گل زده | گل خورده | گل تفاضل | امتیاز | صعود یا سقوط     |
| ---- | --------------- | ---- | --- | ----- | ---- | ------ | -------- | -------- | ------ | ---------------- |
| ۱    | فجر سپاسی       | ۳۴   | ۱۶  | ۱۲    | ۶    | ۴۱     | ۲۱       | ۲۰+      | ۶۰     | صعود به لیگ برتر |
| ۲    | هوادار          | ۳۴   | ۱۷  | ۹     | ۸    | ۴۲     | ۲۶       | ۱۶+      | ۶۰     | صعود به لیگ برتر |
| ۳    | بادران          | ۳۴   | ۱۸  | ۶     | ۱۰   | ۴۱     | ۲۸       | ۱۳+      | ۶۰     |                  |
| ۴    | مس کرمان        | ۳۴   | ۱۶  | ۷     | ۱۱   | ۳۲     | ۲۳       | ۹+       | ۵۵     |                  |
| ۵    | شاهین شهرداری   | ۳۴   | ۱۳  | ۱۴    | ۷    | ۲۷     | ۲۰       | ۷+       | ۵۳     |                  |
| ۶    | استقلال خوزستان | ۳۴   | ۱۳  | ۱۳    | ۸    | ۳۱     | ۲۰       | ۱۱+      | ۵۲     |                  |
| ۷    | خیبر            | ۳۴   | ۱۲  | ۱۳    | ۹    | ۴۵     | ۲۶       | ۱۹+      | ۴۹     |                  |
| ۸    | خوشه طلایی      | ۳۴   | ۱۲  | ۱۳    | ۹    | ۳۴     | ۲۷       | ۷+       | ۴۹     |                  |
| ۹    | آرمان گهر       | ۳۴   | ۱۴  | ۷     | ۱۳   | ۴۷     | ۴۴       | ۳+       | ۴۹     |                  |
| ۱۰   | پارس جنوبی جم   | ۳۴   | ۱۳  | ۹     | ۱۲   | ۳۸     | ۳۴       | ۴+       | ۴۸     |                  |
| ۱۱   | ملوان           | ۳۴   | ۱۲  | ۱۰    | ۱۲   | ۳۰     | ۳۰       | ۰        | ۴۶     |                  |
| ۱۲   | رایکا           | ۳۴   | ۱۱  | ۱۰    | ۱۳   | ۳۳     | ۳۸       | ۵−       | ۴۳     |                  |
| ۱۳   | استقلال ملاثانی | ۳۴   | ۱۰  | ۱۲    | ۱۲   | ۳۹     | ۴۳       | ۴−       | ۴۲     |                  |
| ۱۴   | قشقایی          | ۳۴   | ۱۰  | ۱۲    | ۱۲   | ۲۹     | ۳۵       | ۶−       | ۴۲     |                  |
| ۱۵   | شهرداری آستارا  | ۳۴   | ۱۲  | ۵     | ۱۷   | ۳۵     | ۴۳       | ۸−       | ۴۱     |                  |
| ۱۶   | چوکا تالش       | ۳۴   | ۷   | ۱۳    | ۱۴   | ۲۹     | ۴۴       | ۱۵−      | ۳۴     | سقوط به لیگ ۲    |
| ۱۷   | نود ارومیه      | ۳۴   | ۶   | ۹     | ۱۹   | ۱۴     | ۳۶       | ۲۲−      | ۲۷     | سقوط به لیگ ۲    |
| ۱۸   | گل ریحان        | ۳۴   | ۴   | ۶     | ۲۴   | ۲۵     | ۷۴       | ۴۹−      | ۱۸     | سقوط به لیگ ۲    |